# Stéphane Barré
Stéphane Georges Barré (Ruan, 23 de enero de 1970) es un deportista francés que compitió en remo.
Ganó una medalla de plata en el Campeonato Mundial de Remo de 1991, en la prueba de ocho con timonel ligero. Participó en los Juegos Olímpicos de Atlanta 1996, ocupando el séptimo lugar en la prueba de cuatro sin timonel ligero.

## Palmarés internacional
| Campeonato Mundial | Campeonato Mundial | Campeonato Mundial | Campeonato Mundial      |
| Año                | Lugar              | Medalla            | Prueba                  |
| ------------------ | ------------------ | ------------------ | ----------------------- |
| 1991               | Viena (Austria)    | Medalla de plata   | Ocho con timonel ligero |